# Christianne Mwasesa
Christianne Mwasesa Mwange (født d. 23. Marts 1985 i Lubumbashi)er en congolesisk håndboldspiller som spiller for Primeiro de Agosto i Angola og DR Congos håndboldlandshold. Hun har deltog under VM i håndbold 2013 i Serbien, hvor DR Congo blev nummer 20. og Mwasesa blev topscorer for det congolesiske landshold.